# Thomas Ulimwengu
Thomas Emmanuel Ulimwengu (Tanga, 14 giugno 1993) è un calciatore tanzaniano, attaccante del Singida Big Stars.

## Carriera

### Club
Ulimwengu è cresciuto a Dodoma, in Tanzania. A 14 anni è stato selezionato per far parte di una rappresentativa Under-17 dell'area di Dodoma, per poi entrare a far parte della Tanzania Soccer Academy. Le buone prestazioni in campo all'accademia gli hanno permesso di essere chiamato nella Nazionale Under-17, con cui ha partecipato alla CECAFA Cup Under-17 (torneo organizzato tra squadre dell'Africa centrale e orientale) risultando il miglior marcatore della competizione. Nel corso dello stesso anno il CT Márcio Máximo ha iniziato a convocarlo nella Nazionale maggiore. Nel 2009-2010 ha giocato il campionato tanzaniano con il Moro United, in prestito dalla Tanzania Soccer Academy.
Tra il 2010 e il 2011 ha avuto una parentesi non ufficiale in Svezia all'AFC United, con cui è giunto terzo nella Gothia Cup 2010. Durante questo periodo si è allenato aspettando di ottenere l'eleggibilità per firmare a tutti gli effetti con un club.
Il 31 agosto 2011 si è unito agli congolesi del TP Mazembe, iniziando quella che sarà una parentesi quinquennale ricca di successi di squadra, con 4 titoli nazionali, una Champions League africana e altri trofei minori.
Nel gennaio 2017 ha firmato un triennale con la sua vecchia squadra svedese, che nel frattempo aveva cambiato denominazione in AFC Eskilstuna e si apprestava a disputare il primo campionato in Allsvenskan della sua breve storia. Ulimwengu ha firmato un triennale.

### Nazionale
Ha esordito in Nazionale l'11 novembre 2011 in una partita valida per la qualificazione a Brasile 2014 vinta 1-2 in casa del Ciad. Ha disputato anche la gara di ritorno, persa in casa 0-1.

## Palmarès

### Club

#### Competizioni nazionali
- Campionato della Repubblica Democratica del Congo: 4

TP Mazembe: 2011, 2012, 2013, 2013-2014
- Supercoppa della Repubblica Democratica del Congo: 2

TP Mazembe: 2013, 2014

#### Competizioni internazionali
- CAF Super Cup: 2

TP Mazembe: 2011, 2016
- CAF Champions League: 1

TP Mazembe: 2015
- Coppa della Confederazione CAF: 1

TP Mazembe: 2016

### Nazionale
- CECAFA Cup: 1

2010